# متحف التاريخ الطبيعي في جامعة أوسلو

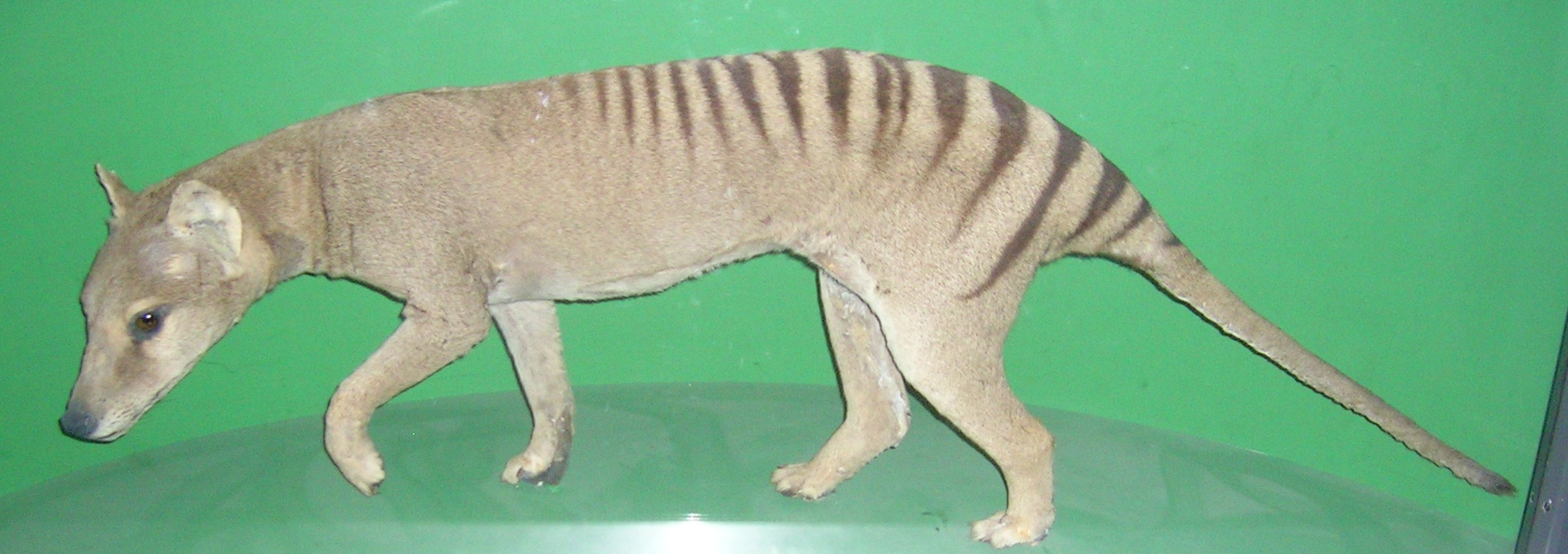
نمر تسماني من متحف علم الحيوان.

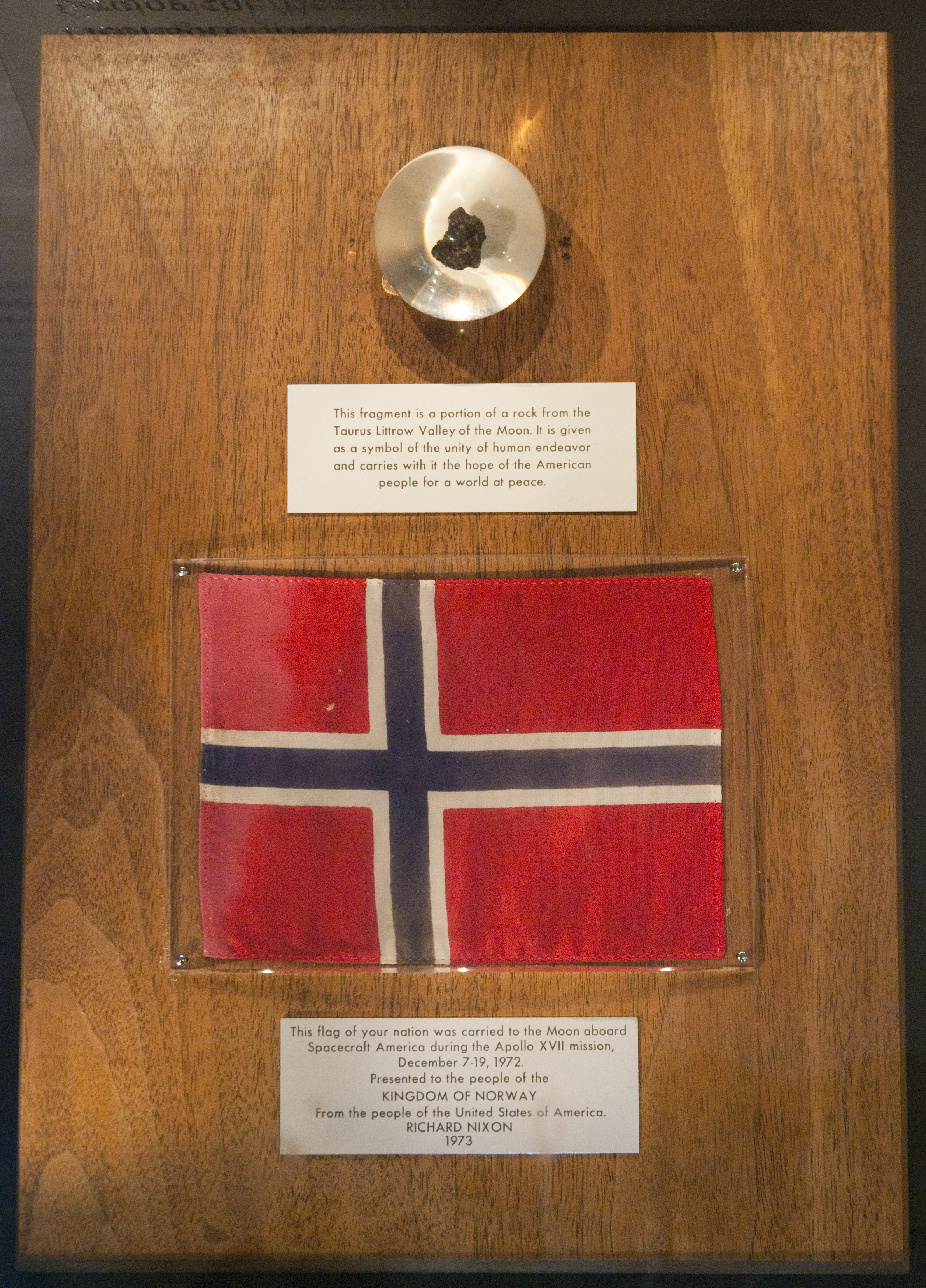
قطعة من أبولو 17 معروضة في متحف علوم الأرض، يظهر صخراً قمرياً وعلم نرويجي تم رفعه في الفضاء.

متحف التاريخ الطبيعي في جامعة أوسلو (بالنرويجية: Naturhistorisk museum) هو أقدم وأكبر متحف للتاريخ الطبيعي في النرويج، يقع في أوسلو.
تعود جذور المتحف إلى جامعة الحديقة النباتية، والتي تأسست بالقرب توين مانور عام 1814. بعد ما يقرب من المئة سنة تمت إضافة متاحف لعلم الحيوان وعلم النبات والجيولوجيا، بعدما أصبح حرم الجامعة في وسط أوسلو صغيراً للغاية لمثل هذه الأغراض.
يعد متحف علم الحيوان والجيولوجيا ذو شعبية بين العائلات، ومن بين الأشياء المعروضة الجاذبة هو الأحفوري داروينيوس ماسيلاي المعروف باسم «إيدا» وهو إحدى أنواع الرئيسيات العائد لعصر الإيوسين.

## معرض صور

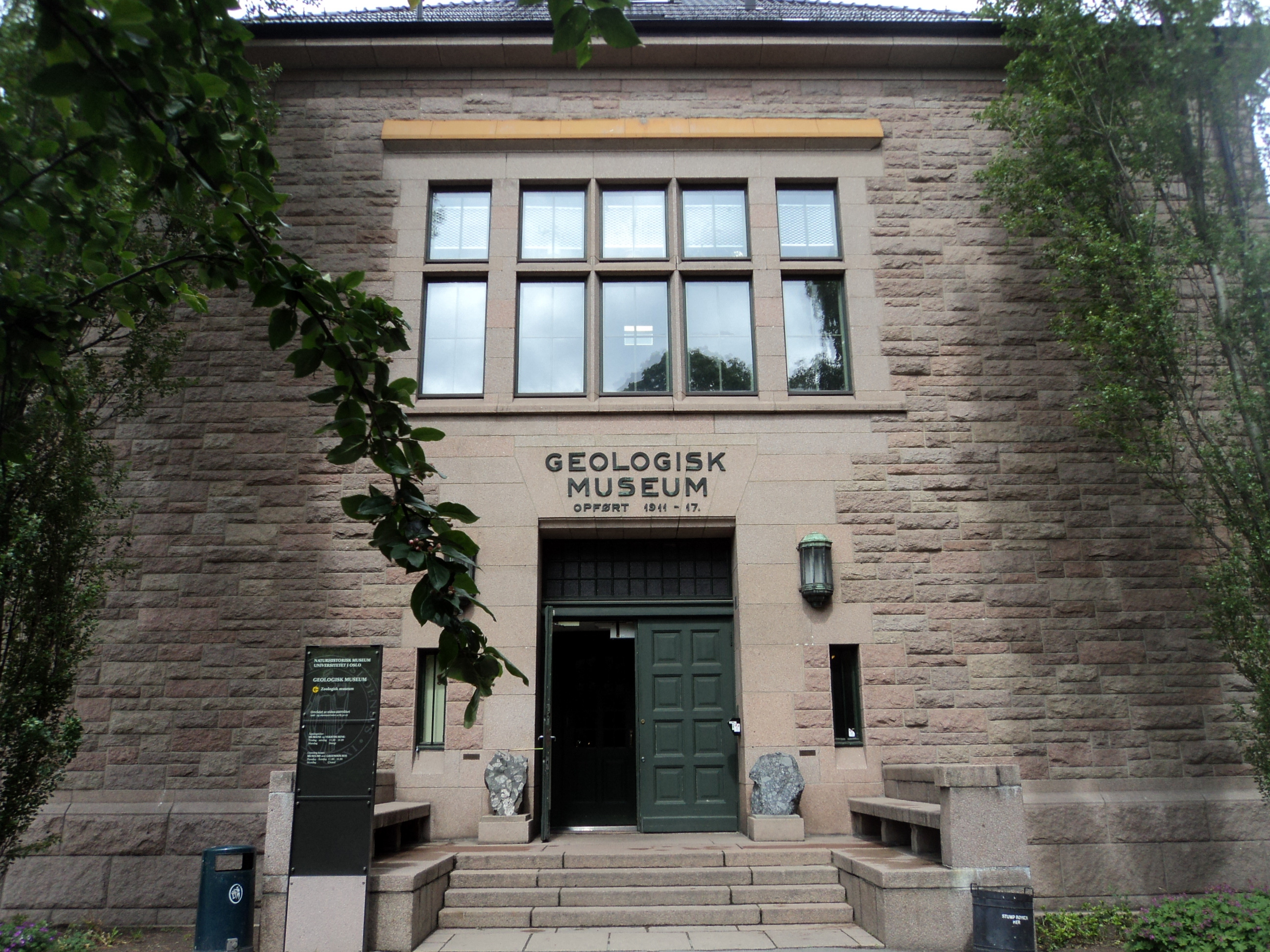
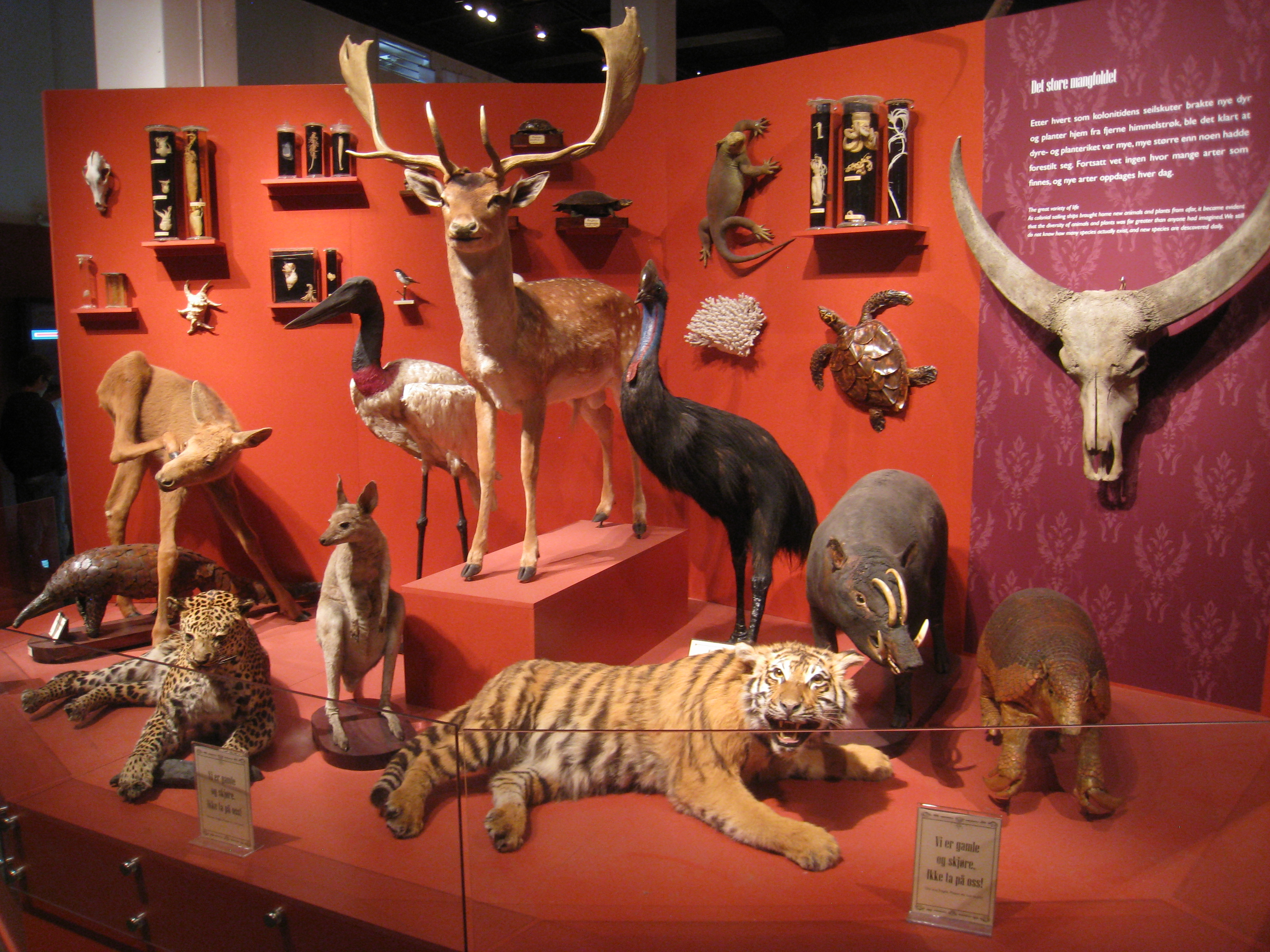
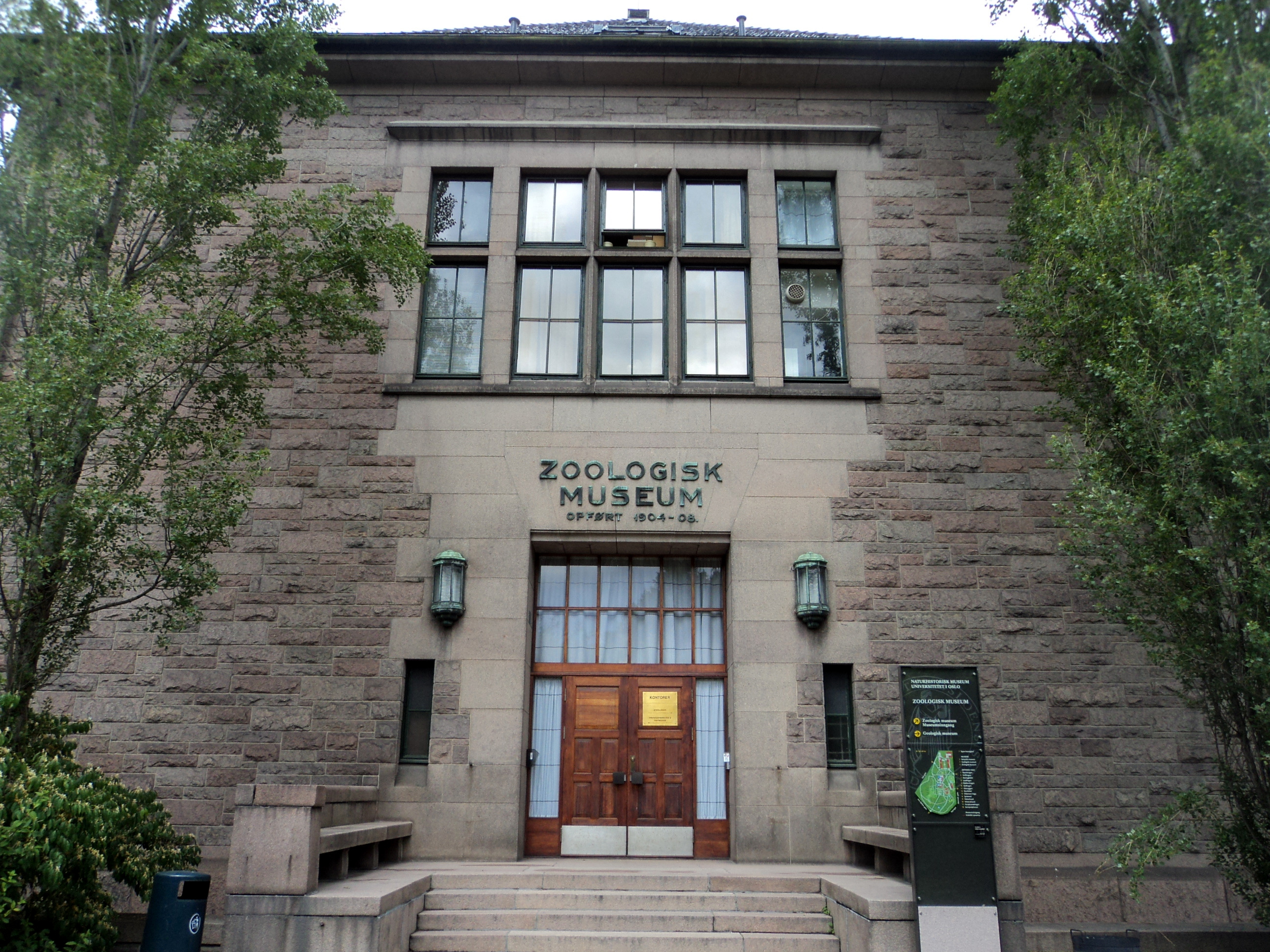
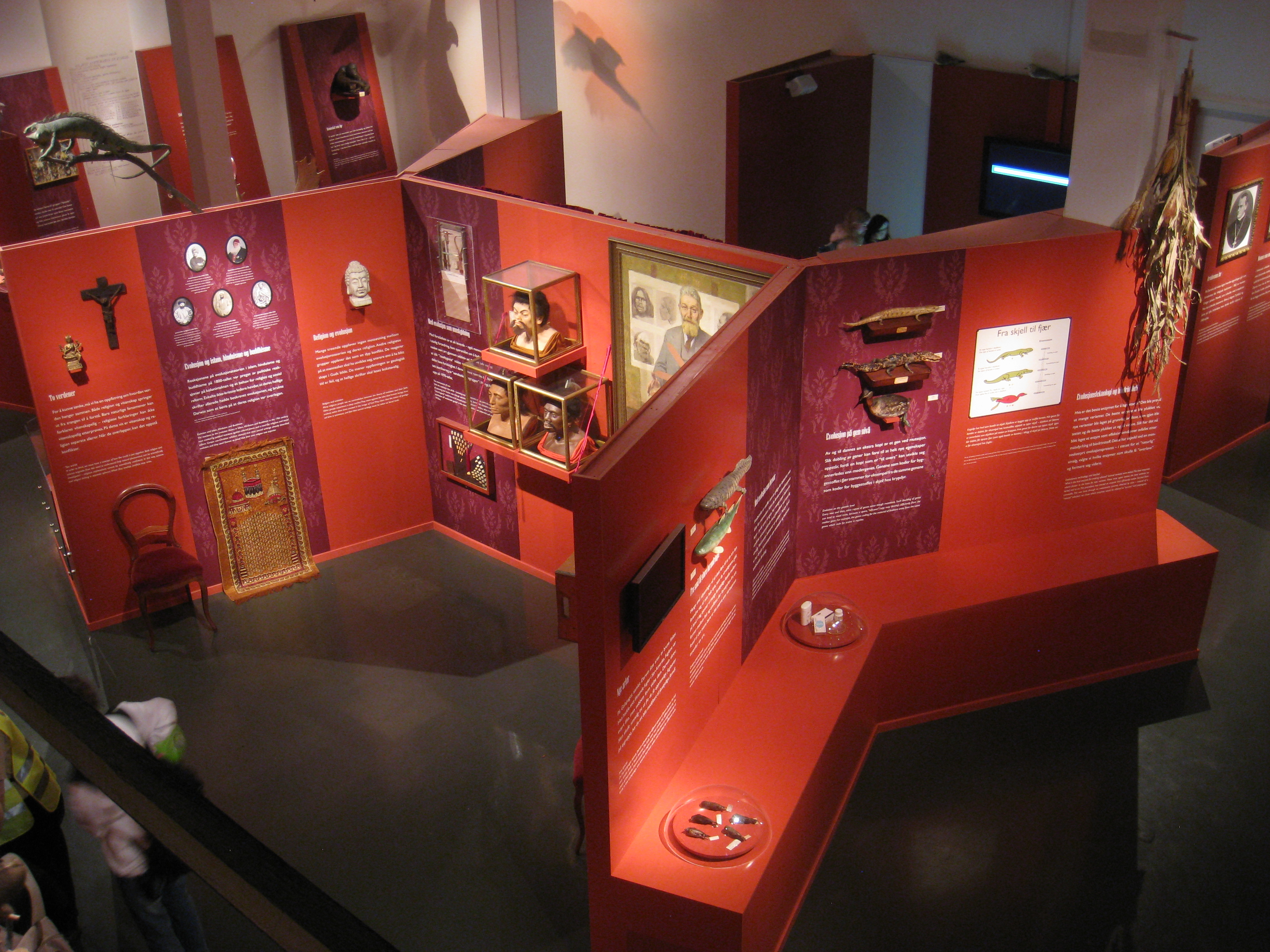
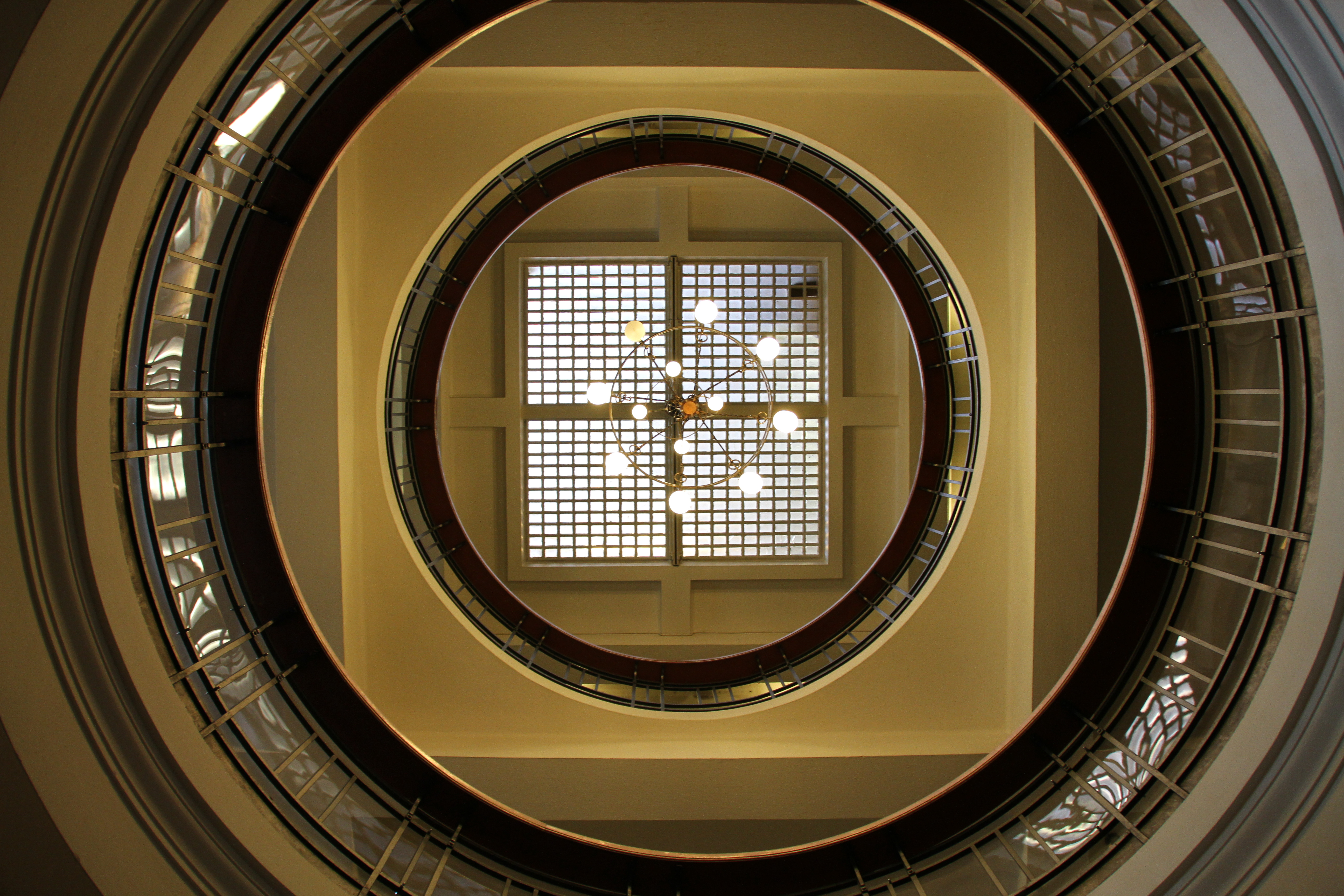

## وصلات خارجية
- الموقع الرسمي  (بالإنجليزية)
- صور بانورامية من المعارض